# Mare de Déu dels Morts del Cementiri d'Òpol
La Mare de Déu dels Morts del Cementiri d'Òpol és la capella del cementiri del poble d'Òpol, pertanyent al terme comunal d'Òpol i Perellós, a la comarca del Rosselló, de la Catalunya del Nord.
Està situada en el cementiri del poble d'Òpol, al sud-est del poble.
És una petita capella de planta quadrada.